# Siegfried Lauterwasser
Siegfried Lauterwasser (* 16. April 1913 in Überlingen; † 7. September 2000 ebenda) war ein deutscher Fotograf. Er war einer der wichtigsten Vertreter der subjektiven Fotografie und Mitglied der in der Nachkriegszeit einflussreichen Gruppe fotoform.
Er setzte die Fotografen-Tradition seines Vaters Alexander Lauterwasser (1878–1933) und seines Großvaters Alexander Lauterwasser (1846–1923) fort.

## Lebensweg
Nach einer Fotografenlehre in Überlingen bei seinem Vater Alexander Lauterwasser (1928/1929) besuchte er von 1929 bis 1931 die Höhere Berufsschule für Grafik und gestaltendes Gewerbe in Frankfurt am Main. 1933 übernahm er das Fotoatelier des Vaters, 1937 legte er die Meisterprüfung ab. Während des Zweiten Weltkrieges war Lauterwasser Bildberichter einer Propagandakompanie. Schwerpunkt scheinen Aufnahmen bei der Luftwaffe und an der Ostfront gewesen zu sein, vieles davon in Farbe. Er wurde 1949 Mitglied von fotoform. Im Jahr 1987 erhielt er seinen Goldenen Meisterbrief. Er veröffentlichte seine Bilder in Zeitschriften, Büchern und als Ansichtskarten. Typisch für seinen Fotografierstil ist die subjektiv-künstlerische Kombination aus Bewegung, Harmonie und Licht. Er starb am 7. September 2000 in Überlingen.

## Sujets

### Landschaft und Tiere
Lauterwasser wandte sich nach dem Krieg der Landschafts-, Kunst- und Kulturfotografie des Bodenseeraumes zu. Besondere Bilder sind die Fotografien der schwäbisch-alemannischen Fastnacht, des Segelns am Bodensee, der Überlinger Schwertletänzer und der Wasservögel. Die Bildbände über den Bodensee und seine Stimmungen entstanden bis in die 1950er Jahre. Landschaftsaufnahmen machte er auch vom Schwarzwald, von Italien, Frankreich, Spitzbergen und Afrika. Besondere Aufnahmen sind Eisbär bei Spitzbergen und Leopard Afrika.

### Bayreuther Festspiele
Im Jahr 1934 lernte Wieland Wagner Lauterwasser im Fotogeschäft kennen. Von 1952 bis 1987 nahm Lauterwasser als Bühnenfotograf die Inszenierungen der Bayreuther Festspiele auf. Ein besonderes Foto ist Wagners Tristan und Isolde in Bayreuth.

### Herbert von Karajan
Karajan wurde in Bayreuth auf Lauterwasser aufmerksam, und so wurde Lauterwasser ab 1962 bevorzugter Fotograf von Herbert von Karajan. Von 1967 bis 1988 war Lauterwasser Fotograf der Salzburger Osterfestspiele.

### Künstler der klassischen Musik
Seine Fotos von Dirigenten, Solisten und Sängern der klassischen Musik in der zweiten Hälfte des 20. Jahrhunderts wurden auch für Schallplatten, CD-Hüllen und Bildbände verwendet. Fotos machte er u. a. von Géza Anda, Pierre Boulez, Karl Böhm, David Oistrach, Anne-Sophie Mutter, Mstislaw Leopoldowitsch Rostropowitsch, Arthur Rubinstein und Leonard Bernstein. Aufnahmestätten waren u. a. Königliche Oper (Versailles), Wallfahrtskirche Birnau, Salzburger Festspielhaus, Wiener Singverein, Berliner Philharmonie.

## Das Jahrhundert-Bild
Bei der Seegfrörne bildete er am Fastnachtssonntag, dem 24. Februar 1963, nach dem Fasnachtsumzug eine Gruppe von Hänsele mit ihrer bunten schuppenförmigen Ganzkörpermaske beim Herumtanzen (bodenseealemannisch: Hänselejuck) auf dem Überlinger See vor der besonderen Kulisse der ehemaligen Freien Reichsstadt Überlingen ab. Täglich während der ganzen Seegfrörne hielt er Stimmungen und Ereignisse im Bild fest und schuf so einen Fundus künstlerischer Fotografien zur Seegfrörne 1963.

## Würdigung
Der Kulturpreis der Deutschen Gesellschaft für Photographie ging 1999 an die noch lebenden Mitglieder der Gruppe fotoform und damit an Siegfried Lauterwasser. Teile seines Nachlasses befinden sich im Berliner Bildarchiv Preußischer Kulturbesitz und im George Eastman House. Bilder von Lauterwasser werden auf Auktionen versteigert.

## Ausstellungen
- 12. Juli 2013 – 6. Oktober 2013: Städtische Galerie Überlingen im Faulen Pelz: 100 Jahre Siegfried Lauterwasser. Das photographische Lebenswerk.
- 4. August 2013 – 3. November 2013: Museum Haus Löwenberg, Gengenbach: AUGEN – BLICKE. Schwarzwald - Wein - Musik - Fotoform. Das Lebenswerk de Überlinger Photographen Siegfried Lauterwasser (1913–2000).
- 17. Februar 2014 – 14. März 2014: SWR-Studio Freiburg: „Augen-Blicke“ Schwarzwald-Fotos von Siegfried Lauterwasser.

## Veröffentlichungen (Auswahl)
- Überlingen in Lichtbildaufnahmen. Friedrichshafen 1938.
- Der Rathaussaal zu Überlingen. Ein Bildband. Überlingen 1947.
- Madonnen am Bodensee. Ein Bildband. Überlingen 1947.
- Das Heilige Grab zu Konstanz. Ein Bildband. Überlingen 1948.
- mit Toni Schneiders und Victor Mezger: Narro und Hänsele. Schwäbisch-alemannische Volksfasnacht. Lindau 1956.
- Das Auge der Musik – Der Fotograf Siegfried Lauterwasser, 1990, Regie: Claus Spahn
- Segeln am Bodensee. Bielefeld 2000.